# The Who Tour 1965
The Who Tour 1965 fue la tercera gira de conciertos de la banda inglesa The Who.

## Miembros de la banda
- Roger Daltrey - voz, armónica, percusión
- Pete Townshend - guitarra, voz
- John Entwistle - bajo, voz
- Keith Moon - batería

## Lista de temas
1. "I Can't Explain" (Pete Townshend)
2. "Tell Me Baby" (Garnet Mimms)
3. "Heat Wave" (Holland-Dozier-Holland)
4. "Motoring" (William "Mickey" Stevenson)
5. "Please, Please, Please" (James Brown)
6. "Shout and Shimmy" (James Brown)
7. "Jump Back" (Rufus Thomas)
8. "Daddy Rolling Stone" (Otis Blackwell)
9. "I Don't Mind" (James Brown)
10. "I'm a Man" (Bo Diddley)
11. "Smokestack Lightning" (Chester Burnett)
12. "Spoonful" (Willie Dixon)

1. "Heat Wave" (Holland-Dozier-Holland)
2. "Daddy Rolling Stone" (Otis Blackwell)
3. "Jump Back" (Rufus Thomas)
4. "Motoring" (William "Mickey" Stevenson)
5. "Daddy Rolling Stone" (Otis Blackwell)
6. "Green Onions" (Booker T. Jones, Steve Cropper, Lewis Steinberg, Al Jackson, Jr.)
7. "Anyway, Anyhow, Anywhere" (Pete Townshend, Roger Daltrey)

1. "Land of a Thousand Dances" (Chris Kenner)
2. "Daddy Rolling Stone" (Otis Blackwell)
3. "Jump Back" (Rufus Thomas)
4. "I Can't Explain" (Pete Townshend)
5. "Dancing in the Street" (Marvin Gaye, William "Mickey" Stevenson, Ivy Jo Hunter)
6. "Bald Headed Woman" (Shel Talmy)
7. "Baby Don't You Do It" (Holland-Dozier-Holland)
8. "Anyway, Anyhow, Anywhere" (Pete Townshend, Roger Daltrey)
9. "Please, Please, Please" (James Brown)
10. "Love Hurts" (Boudleaux Bryant)
11. "I Don't Mind" (James Brown)
12. "Just You and Me, Darling" (James Brown)
13. "A Man With Money" (Don Everly, Phil Everly)
14. "My Generation" (Pete Townshend)

## Fechas de la gira
| Fecha                    | Ciudad                     | País        | Lugar                                                       |
| Reino Unido              | Reino Unido                | Reino Unido | Reino Unido                                                 |
| ------------------------ | -------------------------- | ----------- | ----------------------------------------------------------- |
| 2 de enero de 1965       | London                     | England     | Ealing Club                                                 |
| 4 de enero de 1965       | Leytonstone                | England     | Red Lion                                                    |
| 5 de enero de 1965       | London                     | England     | Marquee Club                                                |
| 9 de enero de 1965       | London                     | England     | Ealing Club                                                 |
| 9 de enero de 1965       | Tottenham                  | England     | Club Noreik                                                 |
| 12 de enero de 1965      | London                     | England     | Marquee Club                                                |
| 13 de enero de 1965      | Cheshunt                   | England     | Wolsey Hall                                                 |
| 17 de enero de 1965      | Oxford                     | England     | New Theatre Oxford (2 shows)                                |
| 18 de enero de 1965      | London                     | England     | Westminster Technical College                               |
| 19 de enero de 1965      | London                     | England     | Marquee Club                                                |
| 23 de enero de 1965      | Chelmsford                 | England     | Corn Exchange                                               |
| 23 de enero de 1965      | Tottenham                  | England     | Club Noreik                                                 |
| 26 de enero de 1965      | London                     | England     | Marquee Club                                                |
| 30 de enero de 1965      | London                     | England     | Ealing Club                                                 |
| 31 de enero de 1965      | London                     | England     | Marquee Club (unconfirmed)                                  |
| 2 de febrero de 1965     | London                     | England     | Marquee Club                                                |
| 5 de febrero de 1965     | Bath                       | England     | Town Hall (unconfirmed)                                     |
| 9 de febrero de 1965     | London                     | England     | Marquee Club                                                |
| 11 de febrero de 1965    | London                     | England     | Ealing Club                                                 |
| 13 de febrero de 1965    | Southampton                | England     | Waterfront Club, Cliff Hotel                                |
| 16 de febrero de 1965    | London                     | England     | Marquee Club                                                |
| 18 de febrero de 1965    | London                     | England     | Ealing Club                                                 |
| 21 de febrero de 1965    | Wembley                    | England     | St. Joseph's Hall                                           |
| 23 de febrero de 1965    | London                     | England     | Marquee Club                                                |
| 25 de febrero de 1965    | London                     | England     | Ealing Club                                                 |
| 26 de febrero de 1965    | Boreham Wood               | England     | Lynx Youth Club                                             |
| 28 de febrero de 1965    | Camberley                  | England     | Agincourt Ballroom                                          |
| 2 de marzo de 1965       | London                     | England     | Marquee Club                                                |
| 3 de marzo de 1965       | Lansdowne                  | England     | Le Disque a Go! Go! Club                                    |
| 4 de marzo de 1965       | London                     | England     | Ealing Club                                                 |
| 5 de marzo de 1965       | Leicester                  | England     | Granby Halls                                                |
| 8 de marzo de 1965       | London                     | England     | Marquee Club                                                |
| 9 de marzo de 1965       | London                     | England     | Marquee Club                                                |
| 10 de marzo de 1965      | London                     | England     | Ealing Club                                                 |
| 12 de marzo de 1965      | London                     | England     | Goldhawk Social Club                                        |
| 13 de marzo de 1965      | Tottenham                  | England     | Club Noreik                                                 |
| 14 de marzo de 1965      | Greenford                  | England     | Starlight Ballroom                                          |
| 16 de marzo de 1965      | London                     | England     | Marquee Club                                                |
| 17 de marzo de 1965      | London                     | England     | Ealing Club                                                 |
| 18 de marzo de 1965      | Crawley                    | England     | Civic Hall                                                  |
| 19 de marzo de 1965      | Royston                    | England     | Public Baths                                                |
| 20 de marzo de 1965      | London                     | England     | Goldhawk Social Club                                        |
| 21 de marzo de 1965      | Watford                    | England     | Trade Union Hall                                            |
| 22 de marzo de 1965      | Warrington                 | England     | Parr Hall                                                   |
| 23 de marzo de 1965      | London                     | England     | Marquee Club                                                |
| 24 de marzo de 1965      | London                     | England     | Ealing Club                                                 |
| 25 de marzo de 1965      | Edmonton                   | England     | Blue Opera R&B Club, Cooks Ferry Inn                        |
| 26 de marzo de 1963      | Wealdstone                 | England     | Railway Hotel (unconfirmed)                                 |
| 26 de marzo de 1965      | London                     | England     | Ealing Club                                                 |
| 27 de marzo de 1965      | Bishop's Stortford         | England     | Rhodes Centre                                               |
| 28 de marzo de 1965      | Small Heath                | England     | Brum Kavern Club                                            |
| 30 de marzo de 1965      | London                     | England     | Marquee Club                                                |
| 31 de marzo de 1965      | Bromley                    | England     | Bromel Club, Bromley Court Hotel                            |
| 1 de abril de 1965       | Wembley                    | England     | Harrow Technical College Rag Week Dance, Town Hall          |
| 3 de abril de 1965       | Elephant and Castle        | England     | London College of Printing                                  |
| 4 de abril de 1965       | Newbury                    | England     | Plaza                                                       |
| 5 de abril de 1965       | Hendon                     | England     | Lakeside                                                    |
| 6 de abril de 1965       | London                     | England     | Marquee Club                                                |
| 7 de abril de 1965       | Hemel Hempstead            | England     | Dacorum College                                             |
| 8 de abril de 1965       | Reading                    | England     | Olympia Ballroom                                            |
| 9 de abril de 1965       | Altrincham                 | England     | Stamford Hall                                               |
| 10 de abril de 1965      | Leicester Square           | England     | Cavern, Notre Dame Hall                                     |
| 11 de abril de 1965      | Luton                      | England     | Majestic Ballroom                                           |
| 13 de abril de 1965      | London                     | England     | Marquee Club                                                |
| 14 de abril de 1965      | Leicester                  | England     | Il Rondo Ballroom                                           |
| 16 de abril de 1965      | London                     | England     | Goldhawk Social Club                                        |
| 17 de abril de 1965      | Brighton                   | England     | Florida Rooms                                               |
| 18 de abril de 1965      | Crawley                    | England     | Civic Hall                                                  |
| 19 de abril de 1965      | Hayes                      | England     | Botwell House                                               |
| 20 de abril de 1965      | London                     | England     | Marquee Club                                                |
| 22 de abril de 1965      | Southampton                | England     | Waterfront Club                                             |
| 23 de abril de 1965      | Manchester                 | England     | Oasis Club                                                  |
| 24 de abril de 1965      | Boreham Wood               | England     | Lynx Youth Club                                             |
| 24 de abril de 1965      | Tottenham                  | England     | Club Noreik                                                 |
| 25 de abril de 1965      | Watford                    | England     | Trade Union Hall                                            |
| 26 de abril de 1965      | Bridgwater                 | England     | Town Hall                                                   |
| 27 de abril de 1965      | London                     | England     | Marquee Club                                                |
| 28 de abril de 1965      | Bromley                    | England     | Bromel Club, Bromley Court Hotel                            |
| 30 de abril de 1965      | Trowbridge                 | England     | Town Hall                                                   |
| 1 de mayo de 1965        | Leicester                  | England     | College of Arts and Technology                              |
| 2 de mayo de 1965        | Nottingham                 | England     | Dungeon Club                                                |
| 3 de mayo de 1965        | Newcastle upon Tyne        | England     | Majestic                                                    |
| 5 de mayo de 1965        | Perth                      | Scotland    | City Hall (unconfirmed)                                     |
| 6 de mayo de 1965        | Elgin                      | Scotland    | Two Red Shoes Ballroom                                      |
| 7 de mayo de 1965        | Kirkcaldy                  | Scotland    | Raith Ballroom                                              |
| 8 de mayo de 1965        | Strathclyde                | Scotland    | New Palladium Ballroom                                      |
| 9 de mayo de 1965        | Leicester                  | Inglaterra  | De Montfort Hall (2 shows)                                  |
| 11 de mayo de 1965       | London                     | Inglaterra  | Marquee Club                                                |
| 12 de mayo de 1965       | Bury                       | Inglaterra  | Palais                                                      |
| 13 de mayo de 1965       | Barrow-in-Furness          | Inglaterra  | Public Hall                                                 |
| 14 de mayo de 1965       | Dunstable                  | Inglaterra  | Civic Hall                                                  |
| 15 de mayo de 1965       | Chippenham                 | Inglaterra  | Neald Hall                                                  |
| 16 de mayo de 1965       | Stratford-upon-Avon        | Inglaterra  | Town Hall                                                   |
| 17 de mayo de 1965       | Bath                       | Inglaterra  | Bath Pavilion                                               |
| 18 de mayo de 1965       | Wealdstone                 | Inglaterra  | Railway Hotel (unconfirmed)                                 |
| 18 de mayo de 1965       | Swindon                    | Inglaterra  | McIlroy's Ballroom                                          |
| 19 de mayo de 1965       | Bristol                    | Inglaterra  | Corn Exchange                                               |
| 20 de mayo de 1965       | Kidderminster              | Inglaterra  | Town Hall                                                   |
| 21 de mayo de 1965       | Guildford                  | Inglaterra  | Ricky Tick Club                                             |
| 22 de mayo de 1965       | Rawtenstall                | Inglaterra  | Astoria Ballroom                                            |
| 24 de mayo de 1965       | Reading                    | Inglaterra  | Majestic Ballroom                                           |
| 25 de mayo de 1965       | London                     | Inglaterra  | Marquee Club                                                |
| 27 de mayo de 1965       | Worthing                   | Inglaterra  | Assembly Hall                                               |
| 28 de mayo de 1965       | Windsor                    | Inglaterra  | Ricky-Tick                                                  |
| 29 de mayo de 1965       | Buxton                     | Inglaterra  | Pavilion Ballroom                                           |
| 30 de mayo de 1965       | Sheffield                  | Inglaterra  | King Mojo Club                                              |
| Francia                  |                            |             |                                                             |
| 1 de junio de 1965       | Paris                      | Francia     | Paris Olympia                                               |
| 2 de junio de 1965       | Paris                      | Francia     | Le Club des Rockers                                         |
| Reino Unido              |                            |             |                                                             |
| 5 de junio de 1965       | Stamford Hill              | England     | Loyola Hall                                                 |
| 6 de junio de 1965       | London                     | England     | St. Joseph's Hall                                           |
| 7 de junio de 1965       | London                     | England     | Marquee Club                                                |
| 8 de junio de 1965       | London                     | England     | Marquee Club                                                |
| Wallington               | Public Hall                | England     |                                                             |
| 9 de junio de 1965       | Leicester                  | England     | Il Rondo Ballroom                                           |
| 11 de junio de 1965      | Hinckley                   | England     | St. George's Ballroom (unconfirmed)                         |
| 11 de junio de 1965      | Nuneaton                   | England     | Co-Op Ballroom                                              |
| 12 de junio de 1965      | Dudley                     | England     | Town Hall                                                   |
| 13 de junio de 1965      | Stockport                  | England     | Manor Lounge Club                                           |
| 15 de junio de 1965      | High Wycombe               | England     | Town Hall                                                   |
| 16 de junio de 1965      | Stourbridge                | England     | Town Hall                                                   |
| 17 de junio de 1965      | Stevenage                  | England     | Bowes Lyon House                                            |
| 18 de junio de 1965      | Morecambe                  | England     | Floral Hall                                                 |
| 19 de junio de 1965      | Uxbridge                   | England     | Uxbridge Blues and Folk Festival                            |
| 19 de junio de 1965      | London                     | England     | Cavern, Notre Dame Church Hall                              |
| 20 de junio de 1965      | Hayes                      | England     | Blue Moon                                                   |
| 24 de junio de 1965      | Greenwich                  | England     | Town Hall                                                   |
| 25 de junio de 1965      | Windsor                    | England     | Ricky-Tick                                                  |
| 26 de junio de 1965      | High Wycombe               | England     | Town Hall                                                   |
| 26 de junio de 1965      | Tottenham                  | England     | Club Noreik                                                 |
| 27 de junio de 1965      | Greenford                  | England     | Starlight Ballroom                                          |
| 28 de junio de 1965      | Ipswich                    | England     | Manor House Ballroom                                        |
| 29 de junio de 1965      | Uxbridge                   | England     | Burtons Ballroom                                            |
| 30 de junio de 1965      | Farnborough                | England     | Town Hall                                                   |
| 1 de julio de 1965       | London                     | England     | Marquee Club (unconfirmed)                                  |
| 2 de julio de 1965       | Northampton                | England     | Maple Ballroom                                              |
| 3 de julio de 1965       | Ramsey, Essex              | England     | Gaiety Ballroom                                             |
| 4 de julio de 1965       | Southall                   | England     | Community Centre                                            |
| 5 de julio de 1965       | Tunbridge Wells            | England     | Assembly Rooms                                              |
| 7 de julio de 1965       | London                     | England     | Manor House                                                 |
| 8 de julio de 1965       | Reading                    | England     | Olympia Ballroom                                            |
| 9 de julio de 1965       | Basildon                   | England     | Locarno Ballroom                                            |
| 10 de julio de 1965      | Ventnor                    | England     | Winter Gardens                                              |
| 11 de julio de 1965      | Southsea                   | England     | Savoy Ballroom, South Parade                                |
| 11 de julio de 1965      | Hinckley                   | England     | St. George's Ballroom (unconfirmed)                         |
| 13 de julio de 1965      | London                     | England     | Marquee Club                                                |
| 14 de julio de 1965      | Stevenage                  | England     | Locarno Ballroom                                            |
| 15 de julio de 1965      | Llanelli                   | Wales       | Ritz                                                        |
| 16 de julio de 1965      | Whaddon                    | Inglaterra  | Town Football Ground (1965 Cheltenham Music Festival)       |
| 17 de julio de 1965      | Torquay                    | Inglaterra  | Town Hall                                                   |
| 27 de julio de 1965      | London                     | Inglaterra  | Marquee Club                                                |
| 28 de julio de 1965      | Putney                     | Inglaterra  | Pontiac Club                                                |
| 30 de julio de 1965      | Kenton                     | Inglaterra  | New Fender Club                                             |
| 31 de julio de 1965      | Bletchley, Buckinghamshire | Inglaterra  | Wilton Hall                                                 |
| 1 de agosto de 1965      | Great Yarmouth             | Inglaterra  | Britannia Pier Theatre (2 shows)                            |
| 4 de agosto de 1965      | St Leonards-on-Sea         | Inglaterra  | Witch Doctor                                                |
| 6 de agosto de 1965      | Richmond                   | Inglaterra  | Richmond Athletic Ground (National Jazz and Blues Festival) |
| 7 de agosto de 1965      | Tottenham                  | Inglaterra  | Loyola Hall                                                 |
| 8 de agosto de 1965      | Great Yarmouth             | Inglaterra  | Britannia Pier Theatre (2 shows)                            |
| 11 de agosto de 1965     | Cheltenham                 | Inglaterra  | Blue Moon Club                                              |
| 12 de agosto de 1965     | Margate                    | Inglaterra  | Dreamland Ballroom                                          |
| 13 de agosto de 1965     | Morecambe                  | Inglaterra  | Marine Ballroom, Central Pier                               |
| 14 de agosto de 1965     | Uxbridge                   | Inglaterra  | New Georgian Club                                           |
| 15 de agosto de 1965     | Great Yarmouth             | Inglaterra  | Britannia Pier Theatre (2 shows)                            |
| 19 de agosto de 1965     | Worthing                   | Inglaterra  | Assembly Hall                                               |
| 20 de agosto de 1965     | Bournemouth                | Inglaterra  | Pavilion Theatre                                            |
| 21 de agosto de 1965     | Peterborough               | Inglaterra  | Palais de Danse                                             |
| 22 de agosto de 1965     | Great Yarmouth             | Inglaterra  | Britannia Pier Theatre (2 shows)                            |
| 23 de agosto de 1965     | Colchester                 | Inglaterra  | Corn Exchange                                               |
| 24 de agosto de 1965     | High Wycombe               | Inglaterra  | Town Hall                                                   |
| 26 de agosto de 1965     | Salisbury                  | Inglaterra  | City Hall                                                   |
| 27 de agosto de 1965     | Torquay                    | Inglaterra  | Town Hall (unconfirmed)                                     |
| 27 de agosto de 1965     | Basingstoke                | Inglaterra  | Rang-A-Tang Club, Carnival Hall                             |
| 28 de agosto de 1965     | Coventry                   | Inglaterra  | Matrix Hall                                                 |
| 29 de agosto de 1965     | Sheffield                  | Inglaterra  | King Mojo Club                                              |
| 30 de agosto de 1965     | Cardiff                    | Wales       | Sophia Gardens                                              |
| 1 de septiembre de 1965  | Stoke-on-Trent             | England     | Top Rank Suite                                              |
| 3 de septiembre de 1965  | Dunstable                  | England     | California Ballroom                                         |
| 4 de septiembre de 1965  | Bridlington                | England     | Spa Royal Hall                                              |
| 8 de septiembre de 1965  | Farnborough                | England     | Town Hall                                                   |
| 11 de septiembre de 1965 | Nelson                     | England     | Imperial Ballroom                                           |
| 12 de septiembre de 1965 | Manchester                 | England     | Oasis Club                                                  |
| 17 de septiembre de 1965 | Grimsby                    | England     | Gaiety Ballroom                                             |
| 18 de septiembre de 1965 | Grantham                   | England     | Drill Hall                                                  |
| 19 de septiembre de 1965 | Southsea                   | England     | Savoy Ballroom                                              |
| Europa                   |                            |             |                                                             |
| 21 de septiembre de 1965 | The Hague                  | Netherlands | De Marathon                                                 |
| 25 de septiembre de 1965 | Helsingor                  | Denmark     | Folkets Hus                                                 |
| 25 de septiembre de 1965 | Copenhague                 | Denmark     | K.B. Hallen                                                 |
| 26 de septiembre de 1965 | Aarhus                     | Denmark     | Aarhus Hallen                                               |
| 26 de septiembre de 1965 | Aalborg                    | Denmark     | Fredrikstorv                                                |
| Reino Unido              |                            |             |                                                             |
| 2 de octubre de 1965     | Camberley                  | England     | Agincourt Ballroom                                          |
| 3 de octubre de 1965     | Manchester                 | England     | Twisted Wheel Club                                          |
| 6 de octubre de 1965     | Dunfermline                | Scotland    | Kinema Ballroom                                             |
| 8 de octubre de 1965     | Perth                      | Scotland    | City Hall                                                   |
| 9 de octubre de 1965     | Carlisle                   | England     | Market Hall                                                 |
| Suiza                    |                            |             |                                                             |
| 10 de octubre de 1965    | Stockholm                  | Sweden      | Johanneshovs Isstadion                                      |
| 10 de octubre de 1965    | Gothenburg                 | Sweden      | Cirkus Lorensbergsparken (2 shows)                          |
| Reino Unido              |                            |             |                                                             |
| 11 de octubre de 1965    | Warrington                 | England     | Parr Hall                                                   |
| 14 de octubre de 1965    | Cambourne                  | England     | Skating Rink                                                |
| 15 de octubre de 1965    | Hereford                   | England     | Hillside Ballroom                                           |
| 16 de octubre de 1965    | Scunthorpe                 | England     | Baths Ballroom                                              |
| 20 de octubre de 1965    | Southampton                | England     | Top Rank Ballroom                                           |
| 22 de octubre de 1965    | Milford Haven              | Wales       | Pill Social Centre                                          |
| 23 de octubre de 1965    | Bishop's Stortford         | England     | Rhodes Centre                                               |
| 24 de octubre de 1965    | Slough                     | England     | Carlton Ballroom                                            |
| 25 de octubre de 1965    | Watford                    | England     | Trade Union Hall                                            |
| 28 de octubre de 1965    | Swindon                    | England     | Locarno Ballroom                                            |
| 29 de octubre de 1965    | Greenford                  | England     | Starlight Ballroom                                          |
| 30 de octubre de 1965    | Manchester                 | England     | Manchester University                                       |
| 30 de octubre de 1965    | Twickenham                 | England     | Eel Pie Island (unconfirmed)                                |
| 31 de octubre de 1965    | Liverpool                  | England     | Cavern Club                                                 |
| 1 de noviembre de 1965   | Ipswich                    | England     | Bluesville Club, St. Matthew's Baths                        |
| 2 de noviembre de 1965   | London                     | England     | Marquee Club                                                |
| 3 de noviembre de 1965   | Stevenage                  | England     | Locarno Ballroom                                            |
| 6 de noviembre de 1965   | Hinckley                   | England     | St. George's Ballroom                                       |
| 7 de noviembre de 1965   | Sheffield                  | England     | King Mojo Club                                              |
| Francia                  |                            |             |                                                             |
| 12 de noviembre de 1965  | Paris                      | France      | (unconfirmed)                                               |
| 13 de noviembre de 1965  | Paris                      | France      | La Locomotive Club (2 shows)                                |
| Reino Unido              |                            |             |                                                             |
| 15 de noviembre de 1965  | Bath                       | England     | Bath Pavilion                                               |
| 16 de noviembre de 1965  | Malvern                    | England     | Winter Gardens                                              |
| 19 de noviembre de 1965  | Wembley                    | England     | Empire Pool                                                 |
| 20 de noviembre de 1965  | Brighton                   | England     | Florida Rooms                                               |
| 23 de noviembre de 1965  | Cambridge                  | England     | Dorothy Ballroom                                            |
| 24 de noviembre de 1965  | Stourbridge                | England     | Town Hall                                                   |
| 26 de noviembre de 1965  | London                     | England     | Wimbledon Palais                                            |
| 27 de noviembre de 1965  | Hanwell                    | England     | Community Centre                                            |
| 27 de noviembre de 1965  | London                     | England     | London School of Economics                                  |
| 28 de noviembre de 1965  | Manchester                 | England     | Oasis Club                                                  |
| 30 de noviembre de 1965  | High Wycombe               | England     | Town Hall                                                   |
| 1 de diciembre de 1965   | Cheshunt                   | England     | Wolsey Hall                                                 |
| 3 de diciembre de 1965   | London                     | England     | Goldhawk Social Club                                        |
| 4 de diciembre de 1965   | Chelmsford                 | England     | Corn Exchange                                               |
| 5 de diciembre de 1965   | Edgware                    | England     | White Lion Pub                                              |
| 6 de diciembre de 1965   | Eltham                     | England     | Eltham Baths                                                |
| 8 de diciembre de 1965   | Bristol                    | England     | Corn Exchange                                               |
| 9 de diciembre de 1965   | Plymouth                   | England     | Guildhall                                                   |
| 11 de diciembre de 1965  | Southampton                | England     | Southampton University                                      |
| 12 de diciembre de 1965  | Brighton                   | England     | New Barn Club                                               |
| 13 de diciembre de 1965  | Norwich                    | England     | Federation Club                                             |
| 15 de diciembre de 1965  | Swansea                    | Wales       | University College                                          |
| 16 de diciembre de 1965  | Kidderminster              | England     | Town Hall                                                   |
| 17 de diciembre de 1965  | Windsor                    | England     | Ricky-Tick                                                  |
| 18 de diciembre de 1965  | Portsmouth                 | England     | Birdcage                                                    |
| 19 de diciembre de 1965  | Guildford                  | England     | Ricky Tick Club                                             |
| 21 de diciembre de 1965  | London                     | England     | Marquee Club                                                |
| 23 de diciembre de 1965  | Worthing                   | England     | Pavilion Ballroom                                           |
| 24 de diciembre de 1965  | Hastings                   | England     | Pier Ballroom                                               |